# Scotts Valley
Scotts Valley, fundada en 1962, es una ciudad ubicada en el condado de Santa Cruz en el estado estadounidense de California. En el año 2020 tenía una población de 12.224 habitantes y una densidad poblacional de 1028.70 personas por km².

## Geografía
Scotts Valley se encuentra ubicada en las coordenadas 37°3′5″N 122°0′48″O / 37.05139, -122.01333. Según la Oficina del Censo, la ciudad tiene un área total de 11,9 km² (4,6 mi²), de la cual 11,9 km² (4,6 mi²) es tierra y 0 km² (0 mi²) (0%) es agua.

## Demografía
Según la Oficina del Censo en 2000 los ingresos medios por hogar en la localidad eran de $72,449, y los ingresos medios por familia eran $88,573. Los hombres tenían unos ingresos medios de $74,183 frente a los $40,492 para las mujeres. La renta per cápita para la localidad era de $35,684. Alrededor del 2.5% de la población estaban por debajo del umbral de pobreza.